# 日耶河
日耶河（法語：Gier，法語發音：[ʒje]）是法国的一条河流，向东北方向流经卢瓦尔省和罗讷省。该河是罗讷河的支流，汇入罗讷河右岸。日耶河谷曾经是一个工业化程度很高的地区，有煤矿、铁矿和工厂。 